# 贝格曼降解反应
贝格曼降解反应（德語：Bergmann-Abbau），又称贝格曼递降反应，是去除肽C-端氨基酸的方法。
首先制得相应的酰基叠氮(1)，然后酰基叠氮在苄醇存在下经库尔提斯重排反应，得到少一个碳的胺的苄氧羰基取代物(3)。它经过氢解，即得伯酰胺(4)和醛(5)。 